# Mr. Brightside
Mr. Brightside ist ein Lied der US-amerikanischen Rockband The Killers aus dem Jahr 2003, das von Brandon Flowers und Dave Keuning geschrieben wurde. Das Lied war die erste Singleauskopplung des Debütalbums Hot Fuss und wurde am 29. September 2003 veröffentlicht.

## Geschichte
In dem Lied geht es um Eifersucht, Paranoia und Schmerz in Folge eines Seitensprungs, die Flowers durch eine persönliche Erfahrung als junger Erwachsener selbst erlebte. Laut eigenen Angaben wachte er mitten in der Nacht auf, als er das Gefühl hatte, dass etwas nicht stimmte. Er ging in die nahegelegene Bar und erwischte seine damalige Freundin, wie sie ihn mit einem anderen Mann betrog.
Gitarrist Dave Keuning komponierte die Melodie, noch bevor er Brandon Flowers kennenlernte.
Als Keuning den Rhythmus Flowers vorspielte, schrieb Flowers seine Gedanken auf. Da sich Keuning und Flowers während erster Demo-Aufnahmen Anfang der 2000er-Jahre unter Zeitdruck befanden, wurden die Lyrics der ersten Strophe schnörkellos genauso für die zweite Strophe verwendet.
Danach nahmen sich die beiden einen Drumcomputer und tätigten eine erste Demoaufnahme. Zu diesem Zeitpunkt war es ein viel dunkleres Lied. Flowers klang abwechselnd wütend und den Tränen nahe – sein Gesang rau und kratzig, begleitet von einer schmuddeligen Fuzztone-Gitarre. Dieses Arrangement war von David Bowies Queen Bitch inspiriert. Bei der endgültigen Aufnahme schlug Flowers einen distanzierteren, fast voyeuristischen Ton an. Dieser war wiederum durch Iggy Pop beeinflusst.
Mr. Brightside ist das erste Lied, das die Killers geschrieben haben.

## Musikvideo
Das erste Video aus dem Jahr 2003 wurde in Schwarz-Weiß gedreht und zeigt die Band, wie sie das Lied in einem leeren Raum spielt.
Das mittlerweile offizielle Video erschien im Jahr 2004, nachdem die Single neu aufgelegt worden war. Es basiert auf dem im Jahr 2001 erschienenen Film Moulin Rouge. Regie führte hierbei die britische Musikvideo-Regisseurin Sophie Muller. Neben der Band treten in dem Video der US-amerikanische Schauspieler Eric Roberts sowie die US-amerikanisch-polnische Schauspielerin Izabella Miko auf. Das Video verzeichnet auf Youtube über 596 Millionen Aufrufe (Stand 30. Mai 2025).

## Rezensionen
Das Musikmagazin Rolling Stone bewertet Mr. Brightside auf Platz 48 der besten Lieder in den 2000er-Jahren.

## Kommerzieller Erfolg

### Chartplatzierungen
Mr. Brightside verfehlte zunächst nach seiner Erstveröffentlichung die offiziellen Singlecharts und erzielte erst als Neuauflage im Jahr 2004 die ersten Platzierungen. Das Stück erreichte unter anderem die Top 10 in Großbritannien und den Vereinigten Staaten. In den britischen Charts ist es mit über 460 Chartwochen der erfolgreichste Dauerbrenner der Chartgeschichte.
| ChartsChartplatzierungen       | Höchstplatzierung | Wochen |
| ------------------------------ | ----------------- | ------ |
| Deutschland (GfK)              | 40 (… Wo.)        | …      |
| Österreich (Ö3)                | 24 (23 Wo.)       | 23     |
| Vereinigte Staaten (Billboard) | 10 (38 Wo.)       | 38     |
| Vereinigtes Königreich (OCC)   | 10 (… Wo.)        | …      |

| ChartsJahrescharts (2005)      | Platzierung |
| ------------------------------ | ----------- |
| Vereinigte Staaten (Billboard) | 16          |

| ChartsJahrescharts (2017)    | Platzierung |
| ---------------------------- | ----------- |
| Vereinigtes Königreich (OCC) | 87          |

| ChartsJahrescharts (2018)    | Platzierung |
| ---------------------------- | ----------- |
| Vereinigtes Königreich (OCC) | 80          |

| ChartsJahrescharts (2019)    | Platzierung |
| ---------------------------- | ----------- |
| Vereinigtes Königreich (OCC) | 63          |

| ChartsJahrescharts (2020)    | Platzierung |
| ---------------------------- | ----------- |
| Vereinigtes Königreich (OCC) | 61          |

| ChartsJahrescharts (2021)    | Platzierung |
| ---------------------------- | ----------- |
| Vereinigtes Königreich (OCC) | 33          |

| ChartsJahrescharts (2022)    | Platzierung |
| ---------------------------- | ----------- |
| Vereinigtes Königreich (OCC) | 29          |

| ChartsJahrescharts (2023)    | Platzierung |
| ---------------------------- | ----------- |
| Vereinigtes Königreich (OCC) | 22          |

| ChartsJahrescharts (2024)    | Platzierung |
| ---------------------------- | ----------- |
| Vereinigtes Königreich (OCC) | 22          |

| ChartsJahrescharts (2010–2019) | Platzierung |
| ------------------------------ | ----------- |
| Vereinigtes Königreich (OCC)   | 12          |

### Auszeichnungen für Musikverkäufe
Im April 2023 wurde Mr. Brightside weltweit etwa 1,12 Millionen Mal pro Woche gestreamt und ist im Vereinigten Königreich der meistgestreamte Titel, der vor 2010 veröffentlicht wurde. Bis April 2023 wurde das Lied alleine bei Spotify über eine Milliarde mal gestreamt. 2024 erhielt das Lied eine zehnfache Platin-Schallplatte für über sechs Millionen verkaufte Einheiten im Vereinigten Königreich, es ist damit das am höchsten ausgezeichnete Lied einer Band.
| Land/Region                  | Auszeichnungen für Musikverkäufe (Land/Region, Auszeichnung, Verkäufe) | Verkäufe   |
| ---------------------------- | ---------------------------------------------------------------------- | ---------- |
| Australien (ARIA)            | 25× Platin                                                             | 1.750.000  |
| Brasilien (PMB)              | 2× Platin                                                              | 120.000    |
| Deutschland (BVMI)           | 3× Platin                                                              | 900.000    |
| Italien (FIMI)               | 2× Platin                                                              | 100.000    |
| Kanada (MC)                  | Diamant                                                                | 800.000    |
| Neuseeland (RMNZ)            | 11× Platin                                                             | 330.000    |
| Spanien (Promusicae)         | 2× Platin                                                              | 120.000    |
| Vereinigte Staaten (RIAA)    | Diamant                                                                | 10.000.000 |
| Vereinigtes Königreich (BPI) | 10× Platin                                                             | 6.000.000  |
| Insgesamt                    | 55× Platin · 2× Diamant ·                                              | 20.220.000 |

Hauptartikel: The Killers/Auszeichnungen für Musikverkäufe